# Peene
Die Peene ist ein Küstenfluss in Mecklenburg-Vorpommern. Sie ist der siebtgrößte Meereszufluss mit Einzugsgebiet in Deutschland (nach Rhein, Donau, Elbe, Oder, Weser und Ems). Es gibt mehrere Theorien über die Herkunft des Namens: Einer Interpretation zufolge stammt dieser vom Slawischen Pěna und bedeutet „Schaum“ bzw. „der schaumige (Fluss)“. Laut Jürgen Udolph ist Peene hingegen weder slawisch noch germanisch, sondern trägt einen voreinzelsprachlichen alteuropäischen Namen.

## Lage
Die Peene entsteht aus mehreren Quellflüssen, die alle Peene im Namen tragen und sich teils vor dem, teils im Kummerower See vereinigen. Der Quellfluss ohne Zusatzbezeichnung ist weder der stärkste noch der längste noch der mittlere und deswegen nicht als Hauptquellfluss klassifiziert. Und die als Hauptquellfluss klassifizierte Westpeene liegt in der Talachse von Kummerower und Malchiner See, hat aber von allen den kürzesten Flussweg bis zur Mündung ins Meer.
Das Flusssystem hat insgesamt Sternform mit mehreren zuführenden Strahlen und einem abführenden Strahl. Sein Zentrum liegt bei Demmin.
Die Gewässersohle liegt vom Kummerower See, also noch flussaufwärts des Zentrums, bis zur Mündung in den Meeresarm Peenestrom mehr als einen Meter unter dem Meeresspiegel. Das Gefälle im Wasserspiegel der Peene ist also allein durch nachdrückendes Oberwasser bestimmt. Bei Hochwasser der Ostsee oder der Oder können sich Strömung und Gefälle in diesem Bereich umkehren. Damit ähnelt die Situation den (wesentlich kürzeren) Tiefs an der Nordseeküste.
Den längsten Flussweg im Flusssystem der Peene trägt keiner der Zuflüsse des Kummerower Sees bei; die Gewässerstrecke von der Quelle des Werbender Mühlbachs (Oberlauf des Nonnenbachs) östlich von Vorheide durch Tollensesee und Tollense bis zur Mündung der Peene in den Peenestrom beträgt 185 km.
In ihrem Unterlauf von Demmin bis zu ihrer Mündung in den erst in jüngerer Zeit sprachlich von ihr unterschiedenen Peenestrom nahe der Stadt Anklam fließt die Peene durch ein breites weichselkaltzeitliches Urstromtal. Dieses Peenetal ist wohl das größte zusammenhängende Niedermoor Mitteleuropas. Es gibt mehrere Naturschutzgebiete und fast das gesamte Tal steht unter Landschaftsschutz.

## Quellflüsse

### Teterower Peene und (Nord-)Peene

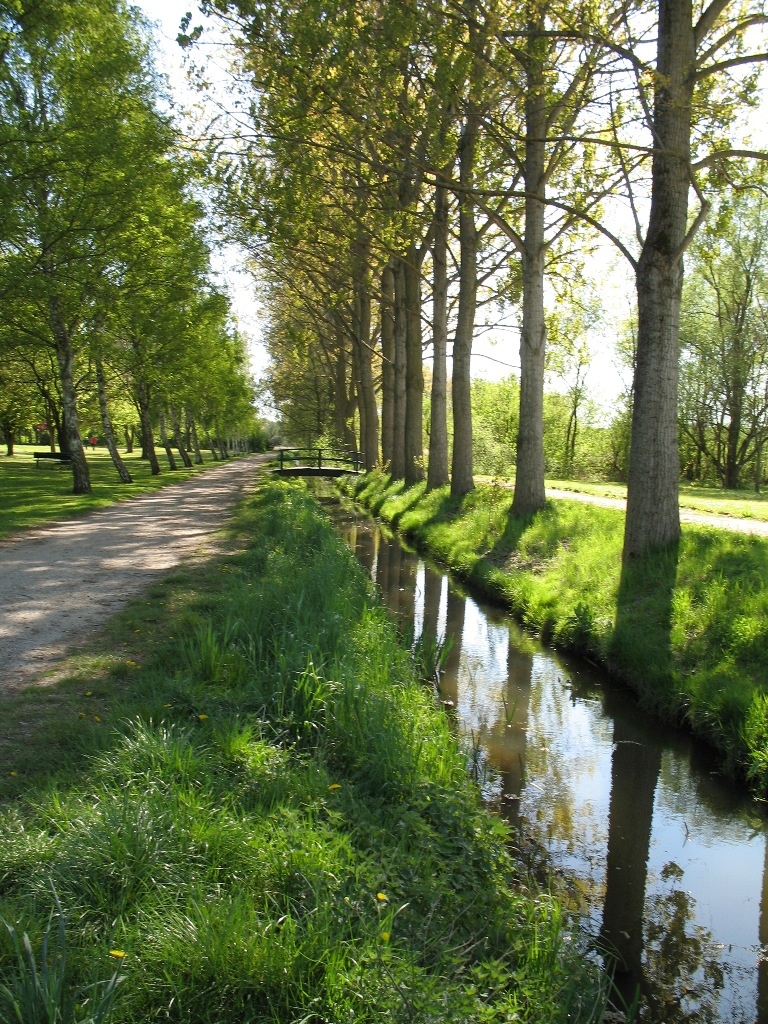
Kleine Peene im Teterower Stadtpark

Die Teterower Peene in ihrer hydrografischen Definition beginnt mit dem größten Zuflusse des Teterower Sees als Kleine Peene, auch Köthelbach. Sie entspringt bei Nienhagen südwestlich von Teterow. In Teterow gabelt sie sich in den Ruderbach und den Bullerbach, die erst kurz vor der Mündung in den Teterower See (2,2 m ü. NN) wieder zusammenfließen.
Sie verlässt den Teterower See bei Alt Sührkow als Teterower Kanal. Der vereinigt sich nach vier Kilometern mit zwei aus Norden kommenden Gewässern, dem Reyer Mühlbach und dem wasserreicheren Graben „Längsdamm“.
Der Reyer Mühlbach ist etwa seit Mitte des 20. Jahrhunderts in den meisten Karten mit dem Namen „Peene“ ohne Zusatzbezeichnung bezeichnet, obwohl bei weitem nicht das bedeutendste Quellgewässer der Peene. Er ist nach der nicht mehr vorhandenen Reyer Mühle benannt, die westlich des Ortes Rey lag (der selber aber am Vurzbach liegt). Er entspringt 5 km südlich von Gnoien an der Straße nach Teterow bei dem Weiler Granzow-Ausbau, Diese Quelle in einer Höhe von 28 m ü. NN gilt Vielen als die Peenequelle. Nach 2 km erreicht der Reyer Mühlbach bei dem Dorf Granzow einen „Großer See“ genannten Soll. Dort vereinigt er sich mit dem längeren und wasserreicheren Pannekower Graben, der den hydrografischen Oberlauf der (Nord-)Peene bildet. Vom Großen See bei Granzow fließt er südwärts zur ca. 15 km entfernten Mündung in die Teterower Peene auf 0,5 m ü. NN.
Das Gewässer von diesem Zusammenfluss fließt 12 km weit nach Osten durch die Stadt Neukalen in den Kummerower See. Kurz unterhalb des Zusammenflusses stand seit 1888 in den Messtischblättern der oberste Eintrag „Peene“. Seit 2017 heißt das Gewässer hier auch topografisch Teterower Peene. Ab Neukalen bildet sie den Neukalener Peenekanal.
In den Kartenwerken von Schmettau und von Wiebeking findet sich an den bei Neukalen mündenden Quellgewässern kein einziger Gewässername, aber etwas unterhalb des Zusammenflusses des nördlichen und des Teterower Gewässers eine „Pehnwiese“. In den Messtischblättern von 1888 und bis in die 1930er Jahre findet sich der Name „Peene“ nur unterhalb der Vereinigungsstelle und das nördliche Quellgewässer ist unbezeichnet.

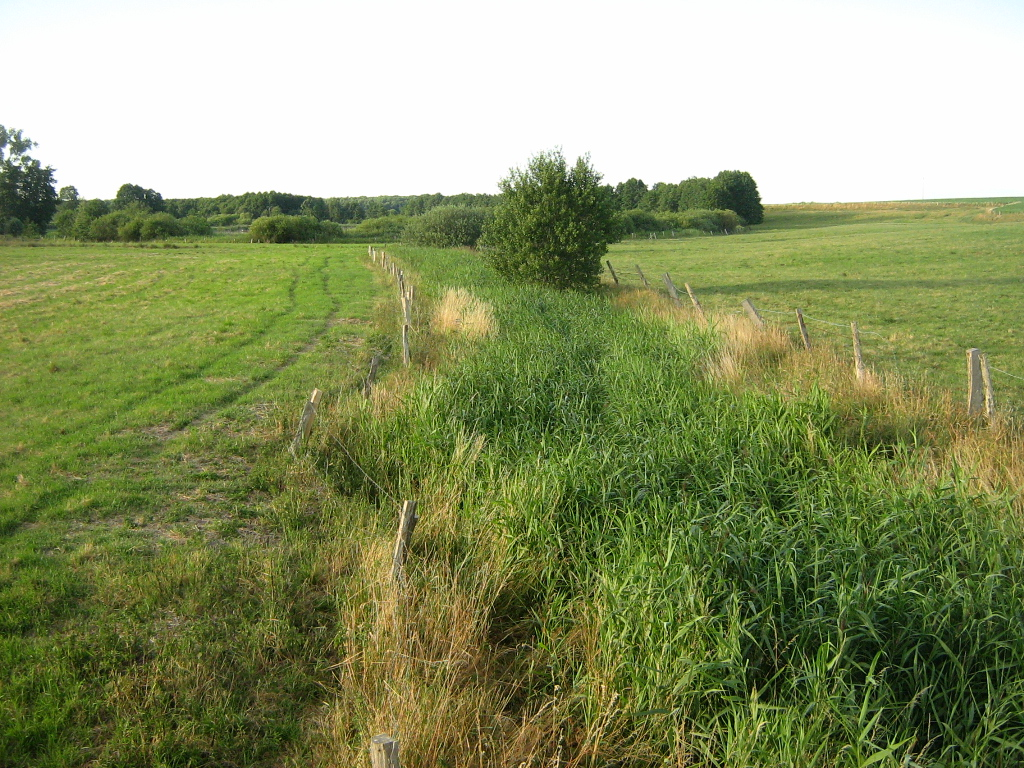
Noordpeene bei Granzow
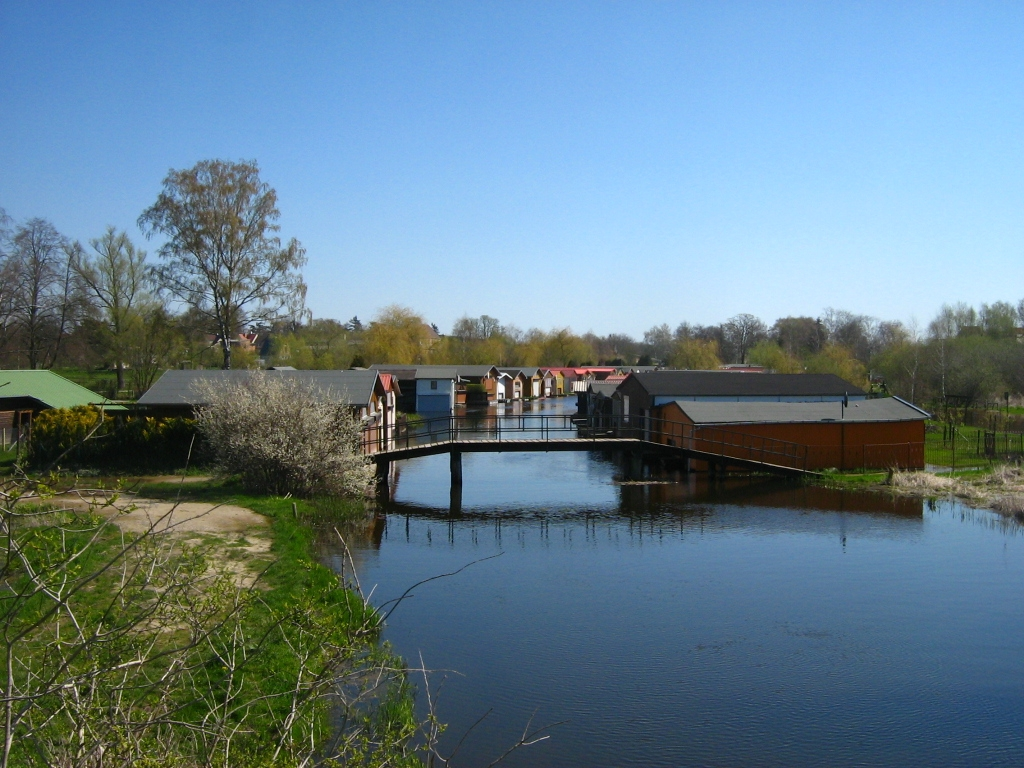
Teterower Peene bei Neukalen
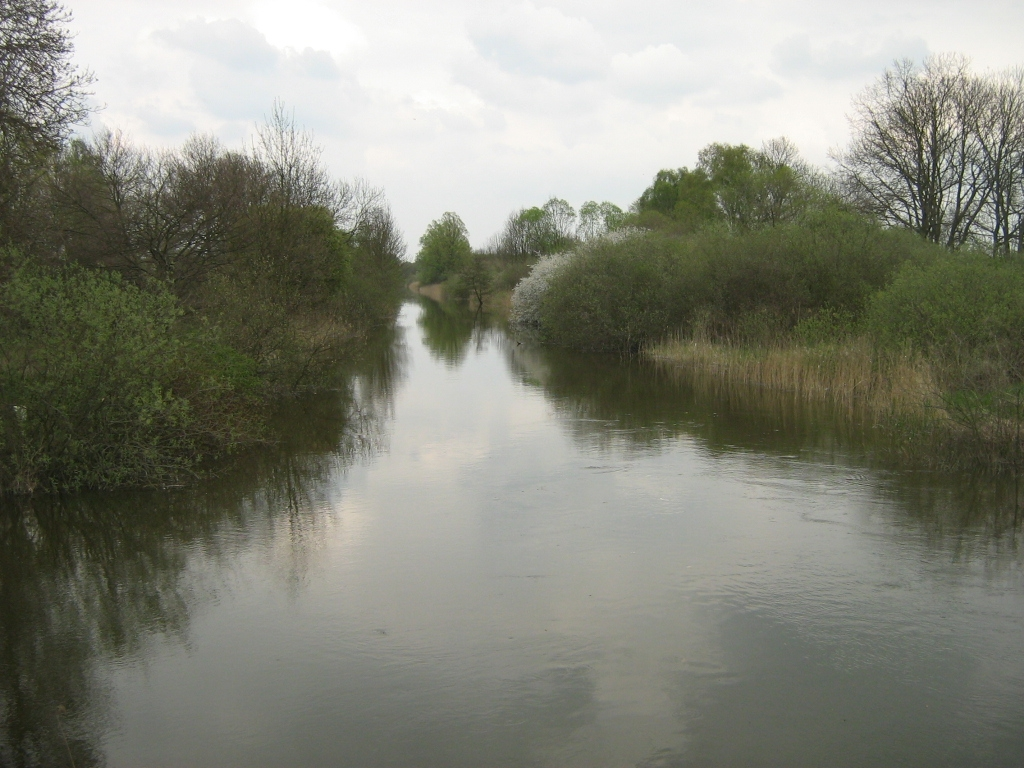
Dahmer Kanal im Verlauf der (West-) Peene

### Westpeene
Die Westpeene entspringt einem von mehreren Bächen durchzogenen Torfbecken mit mehreren Quellen östlich von Vollrathsruhe und nördlich von Klocksin. Nach etwa 4 km in nordöstlicher Richtung mündet sie in den Malchiner See (0,3 m ü. NN). Dessen längster und wasserreichster Zufluss ist jedoch der wenige Meter nördlich mündende Ziddorfer Mühlenbach. Wenige Meter südlich mündet außerdem der kürzere Dahmer Mühlbach in den See, der bei Moltzow entspringt. Am nordöstlichen Ende des Sees tritt die Westpeene in ein Feuchtgebiet, wo der heutzutage nicht mehr schiffbare Dahmer Kanal heute den Hauptabfluss des Sees bildet, während die Westpeene nur noch abschnittsweise erhalten ist, großenteils als trocken gefallene Rinne zwischen tiefer gelegenen Entwässerungsgräben. Am Nordrand von Malchin vereinigen sich der Dahmer Kanal und die Ostpeene zum Peenekanal. Im Malchiner Hafen, am Anfang des Peenekanals, beginnt die nautische Kilometrierung der Peene. Nach 2,5 km trifft der Peenekanal am ehemaligen Zusammenfluss von West- und Südpeene auf den ausgebauten Unterlauf der Westpeene, auch „Kiekpeene“, die bei km 4,6 in den Kummerower See (0,2 m ü. NN) mündet.
Im Schmettauschen Kartenwerk ist dieser gemeinsame Unterlauf als „Peene Fl.“ beschriftet. Am Quellgewässer oberhalb des Malchiner Sees findet sich in dieser Karte der Eintrag „Peene“ südlich von Großen Luckow.
Im Messtischblatt von 1888 wird die Benennung „Westpeene“ von Kirch Grubenhagen bis zur Mündung in den Kummerower See verwendet.

### Ostpeene

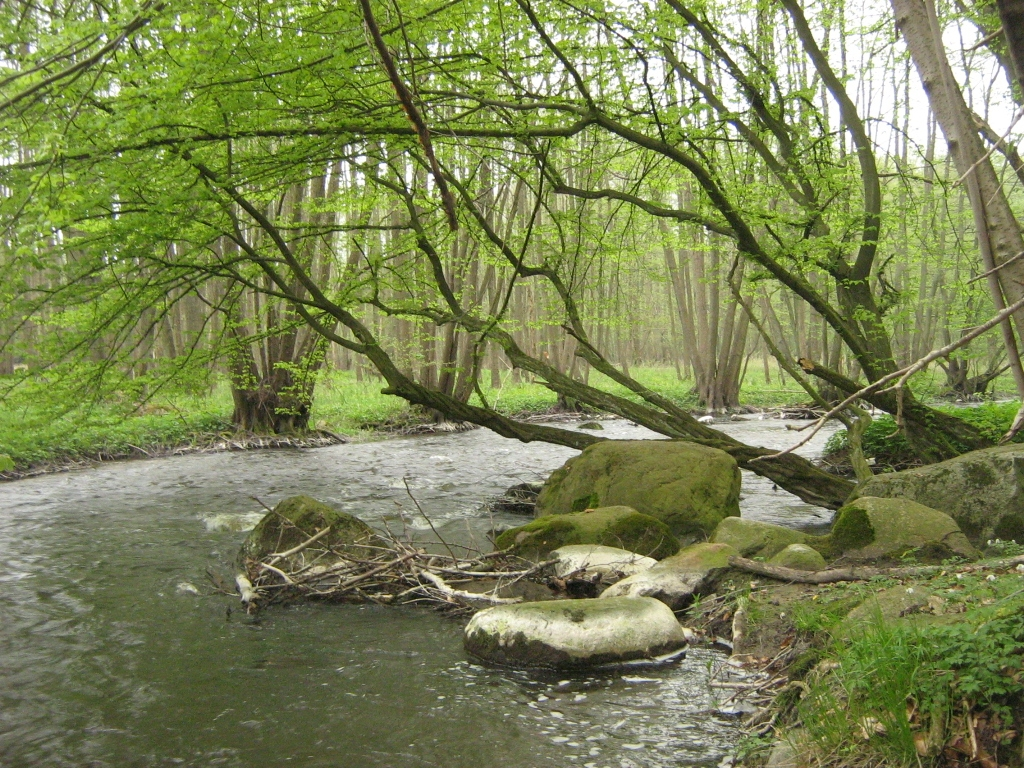
Ostpeene kurz vor Malchin

Die Quelle der 40,6 km langen Ostpeene liegt viereinhalb Kilometer östlich von Waren in über 80 m ü. NN zwischen den Dörfern Neu Schloen und Kargow am Ostrand des 93,8 m hohen Mörderberges. Der eiszeitliche Höhenrücken ist Teil der Wasserscheide zwischen Nordsee und Ostsee. Von dort fließt sie zunächst südwärts nach Kargow, dann ostwärts nach Schwastorf und dann nordwärts durch den Torgelower See bei Torgelow am See und den Rittermannshagener See. Zwischen Hungersdorf und Faulenrost ist sie in der Schmettaukarte mit „Die Pene“ beschriftet. Nördlich des Dorfes Faulenrost nimmt sie in 30 m ü. NN und 24,7 Flusskilometer von ihrer Quelle entfernt ihren größten Nebenfluss auf, die ca. 28 km lange Kittendorfer Peene, die, im Oberlauf auch Grenzbach genannt, einen halben Kilometer südlich des Schwandter Sees entspringt, zwischen Schwandt (zu Rosenow) und Groß Helle (zu Mölln (Mecklenburg)). In manchen Karten ist noch ein Ursprung nördlich von Schwandt eingetragen, 25,6 km von der Mündung. Es gibt außer der heutigen Mündung der Kittendorfer Peene eine ältere, etwas weiter nördlich. Unterhalb des Zusammenflusses hat sich die Ostpeene ein bis zu 30 m tiefes enges Durchbruchstal gegraben, aus dem sie bei der Gielower Mühle in das breite Tal von Malchin tritt. Bei der Mühle liegt ihr Wasserspiegel nur noch 5 m über dem Meer, in Malchin weniger als einen Meter (s. o.).
In Messtischblättern von 1888 findet sich die Bezeichnung Ostpeene von Malchin bis hinauf nach Schwastorf. Auch die Kittendorfer Peene ist namentlich eingetragen.

### Systematik
– siehe auch Flusssystem der Peene – detaillierte Tabelle mit Zuflüssen ab 10 km Länge, Seen ab 1 ha Fläche, Pseudobifurkationen –
Bei Zusammenflüssen wird jeweils die kürzere Gewässerkennzahl beibehalten.

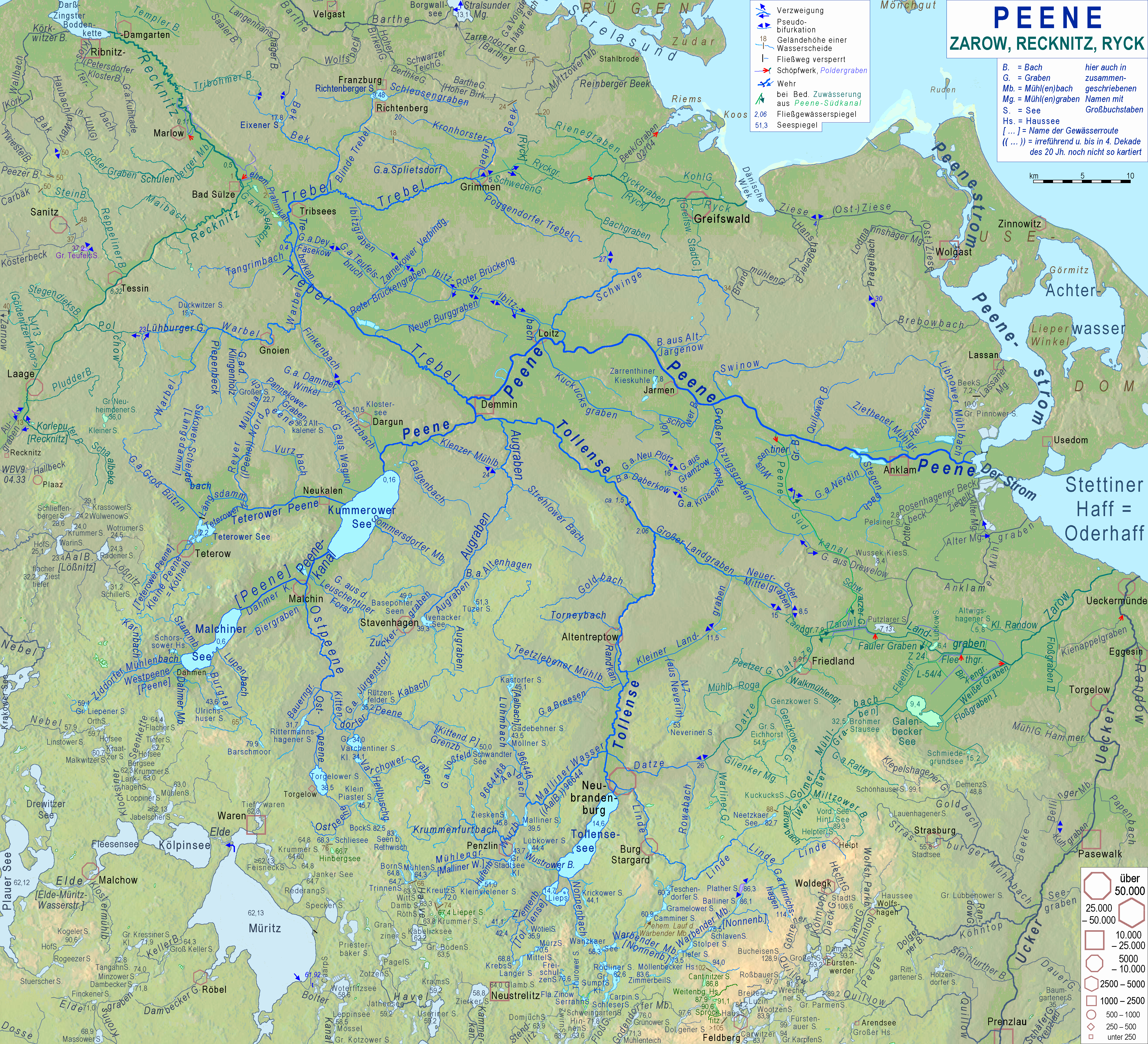
Peene mit Nebenflüssen und Verbindungen mit benachbarten Flusssystemen, Peenestrom. → Größere Projektionen: 1143 × 1037 px oder 1523 × 1386 px; weißer Hintergrund: 1143 × 1037 px oder 1523 × 1386 px

| Quellfluss                 | Kittendorfer Peene                              | Ostpeene                                     | Westpeene                                          | Teterower Peene                                         | Noordpeene (DTK: Peene)                                 |
| GKZ                        | 96626                                           | 9662                                         | 966                                                | 96632                                                   | 966324                                                  |
| Lage der Quelle            | 53° 34′ 46″ N, 13° 2′ 26″ O                     | 53° 31′ 17″ N, 12° 46′ 38″ O                 | 53° 39′ 26″ N, 12° 30′ 18″ O                       | 53° 42′ 56″ N, 12° 30′ 6″ O                             | 53° 55′ 42″ N, 12° 40′ 14″ O                            |
| Quellhöhe [m ü. NHN]       | 65–70                                           | > 80                                         | 30                                                 | knapp 85                                                | 30                                                      |
| Fließweg [km] bis zum Meer | 140,76                                          | 138.5                                        | 120,4                                              | 128,1                                                   | 126                                                     |
| 1. Flussabschnitt [km]     | Grenzbach, 0,76 (länger: Bach aus Voßfeld, 6,0) | Ostpeene 10,85                               | Westpeene 5,3 (länger: Ziddorfer Mühlenbach 17,27) | Kleine Peene 11,80                                      | Pannekower Graben / Noordpeene (DTK: Peene) 4           |
| 1. See [km]                | Schwandter See 1,3                              | Torgelower See 3,25                          | Malchiner See 19,1                                 | Teterower See 4,0                                       | Großer See in Granzow 0,4                               |
| 2. Flussabschnitt [km]     | Grenzbach 25,6                                  | Ostpeene 6,4                                 | Malchiner See 19,1                                 | Teterower See 4,0                                       | Reyer Mühlbach / Noordpeene (DTK: Peene) 14,2           |
| 2. See [km]                | Grenzbach 25,6                                  | Rittermannshagener See 0,84                  | Malchiner See 19,1                                 | Teterower See 4,0                                       | Reyer Mühlbach / Noordpeene (DTK: Peene) 14,2           |
| 3. Flussabschnitt [km]     | Kittendorfer Peene 20,0–19,3                    | Ostpeene 3,26–3,96                           | Dahmer Kanal 7,8                                   | Teterower Kanal (DTK: Kanal) 3,9                        | Reyer Mühlbach / Noordpeene (DTK: Peene) 14,2           |
| 4. Flussabschnitt [km]     | Ostpeene (zwei Zusammenflüsse) 15,3–16,0        | Ostpeene (zwei Zusammenflüsse) 15,3–16,0     | Dahmer Kanal 7,8                                   | Teterower Peene (DTK bis 2017: Peene → Peenekanal) 11,0 | Teterower Peene (DTK bis 2017: Peene → Peenekanal) 11,0 |
| 5. Flussabschnitt [km]     | Peenekanal (DTK: Peenekanal → Westpeene) 4,2    | Peenekanal (DTK: Peenekanal → Westpeene) 4,2 | Peenekanal (DTK: Peenekanal → Westpeene) 4,2       | Teterower Peene (DTK bis 2017: Peene → Peenekanal) 11,0 | Teterower Peene (DTK bis 2017: Peene → Peenekanal) 11,0 |
|                            | Kummerower See                                  |                                              |                                                    |                                                         |                                                         |

## Mittellauf
Die Peene verlässt den fast elf Kilometer langen und im Mittel drei Kilometer breiten Kummerower See am Nordende westlich von Verchen beim Darguner Ortsteil Aalbude mit einem Mittelwasser von 0,17 m ü. NHN. Zwei Kilometer nördlich des Sees mündet der von Dargun kommende Röcknitzbach in die Peene. Von dort fließt sie knapp zwölf Kilometer lang ostnordostwärts durch ein Tal, das sich zwischen zumeist um 20 m hohen Hängen zunehmend auf teilweise weniger als einen halben Kilometer verengt. Dann macht sie einen Bogen westlich um Demmin.

## Gewässerstern Demmin
Bei Demmin, das bis ins späte 19. Jahrhundert Seehafen war, liegt der Wasserspiegel im Mittel bei 0,1 m ü. NHN. Hier mündet bei Haus Demmin von Osten die ab dem Tollensesee 68 km, ab ihrer Quelle 95,8 km lange Tollense, der 2,7 km vor der Mündung noch der Augraben zufließt. Und 2,4 km nach der Tollense mündet von Westen die Trebel in die Peene.
| Gewässer-„Strahl“         | Einzugsgebiet | Längster Flussweg bis bzw. ab Demmin                             | Längster Flussweg bis bzw. ab Demmin |
| ------------------------- | ------------- | ---------------------------------------------------------------- | ------------------------------------ |
| Tollense ohne Augraben    | 1630 km²      | mit Nonnenbach (Tollense)                                        | 115,0 km                             |
| Augraben                  | 199 km²       |                                                                  | 41,7 km                              |
| Peene vor Tollensemündung | 1139 km²      | mit Bach aus Voßfeld → Grenzbach → Kittendorfer Peene → Ostpeene | 76,2 km                              |
| Trebel                    | 956 km²       | mit Poggendorfer Trebel                                          | 78,0 km                              |
| Peene unterhalb Demmin    | 984 km²       | ab Trebelmündung, einschließlich Delta                           | 66,9 km                              |

## Unterlauf

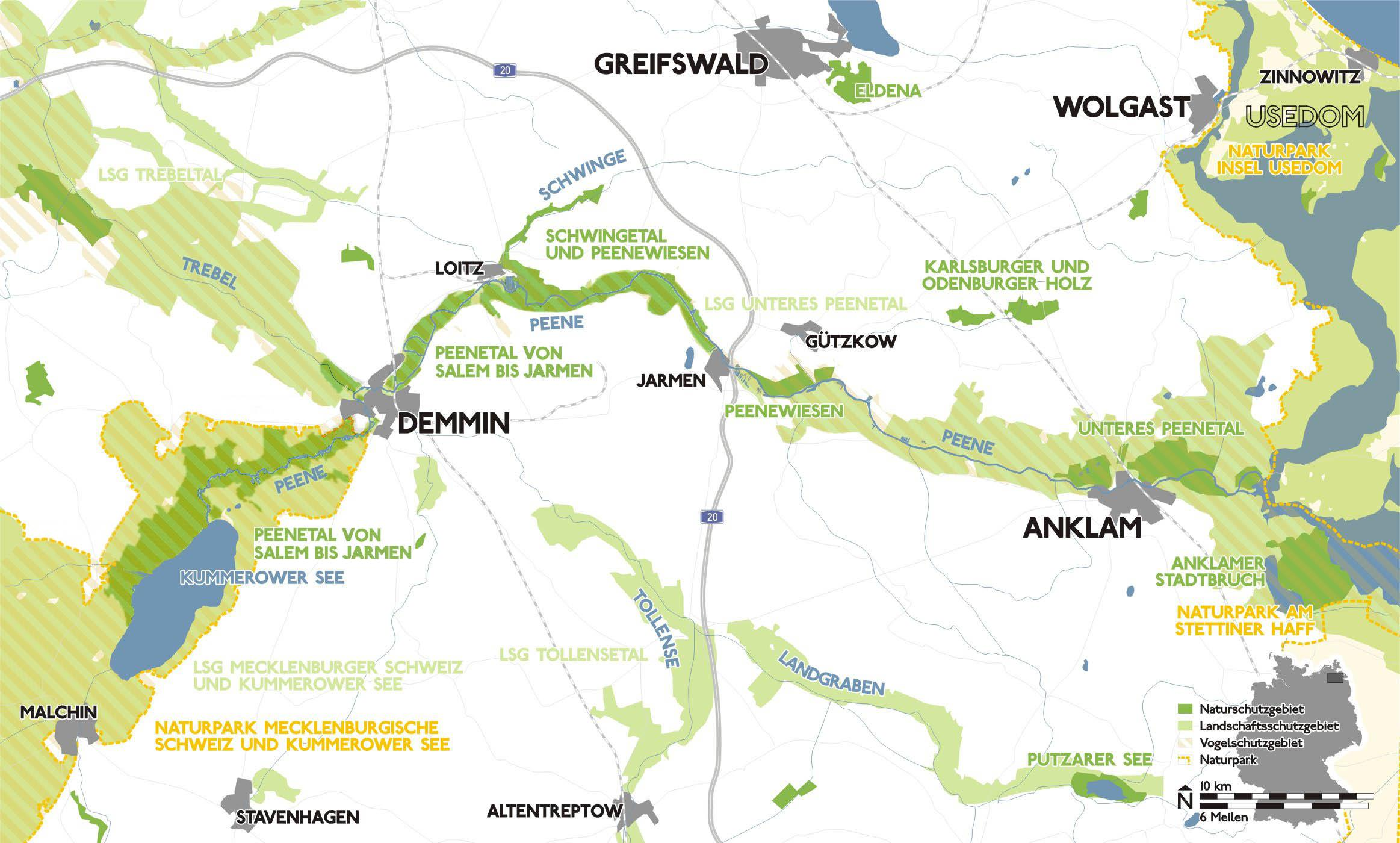
Das Peenetal mit seinen Naturschutzgebieten

Bei der Trebelmündung wendet sich die Peene nach Nordosten und fließt in dieser Richtung bis Loitz. Bei Loitz mündet die Schwinge in den Fluss, die auf ihren letzten Kilometern durch das Tal des Ibitzgrabens verläuft. Von dort fließt sie ostwärts bis etwa Görmin, das nicht direkt am Fluss liegt, und anschließend in südöstliche Richtung über Jarmen nach Anklam. In dem breiten Urstromtal ihres Unterlaufes befinden sich viele Sumpf- und Feuchtgebiete. Fast das ganze Tal ist Naturschutzgebiet oder wenigstens Landschaftsschutzgebiet. Die Natur ist jedoch nicht so unberührt, wie sie vom Fluss aus erscheint; zwischen Demmin und Anklam befinden sich zahlreiche alte Torfstiche, heute Wasserflächen von oft mehreren Hektar Größe. Der größte, zwischen dem Stegenbach und Anklam, misst 1,2 km². Bei Dersewitz befindet sich ein Pumpwerk, durch das in Zeiten großer Trockenheit Wasser in den Peene-Südkanal hochgepumpt wird, um durch diesen in den östlichen Teil des Landgrabens und so zur Friedländer Großen Wiese geleitet zu werden. Etwa 10 km östlich von Anklam mündet die Peene 120 km von der Quelle der Westpeene und 82 km vom Kummerower See mit einem kleinen Delta in den Peenestrom. 98,5 km ihres Flusslaufes sind schiffbar.

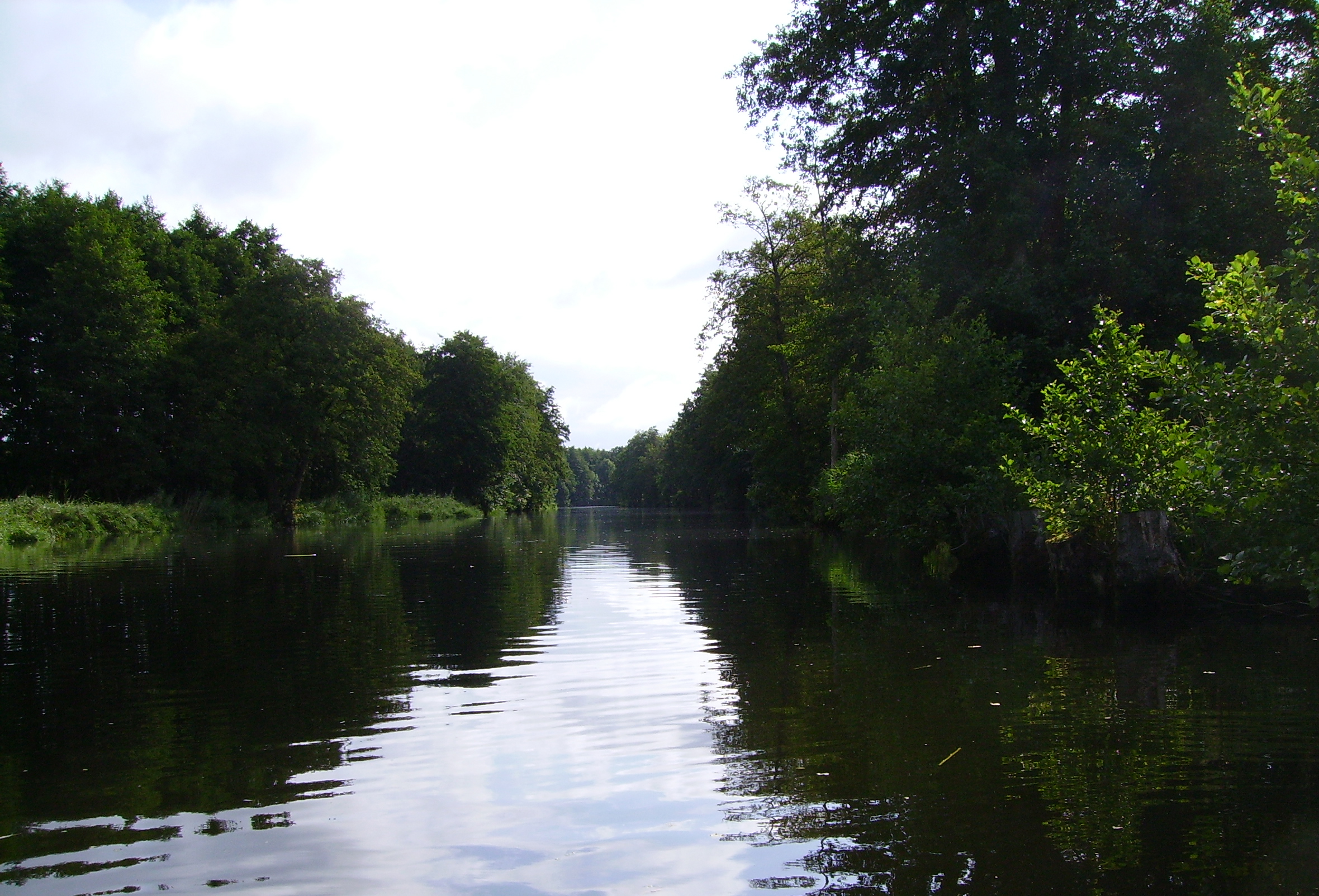
Peene in der Nähe von Jarmen
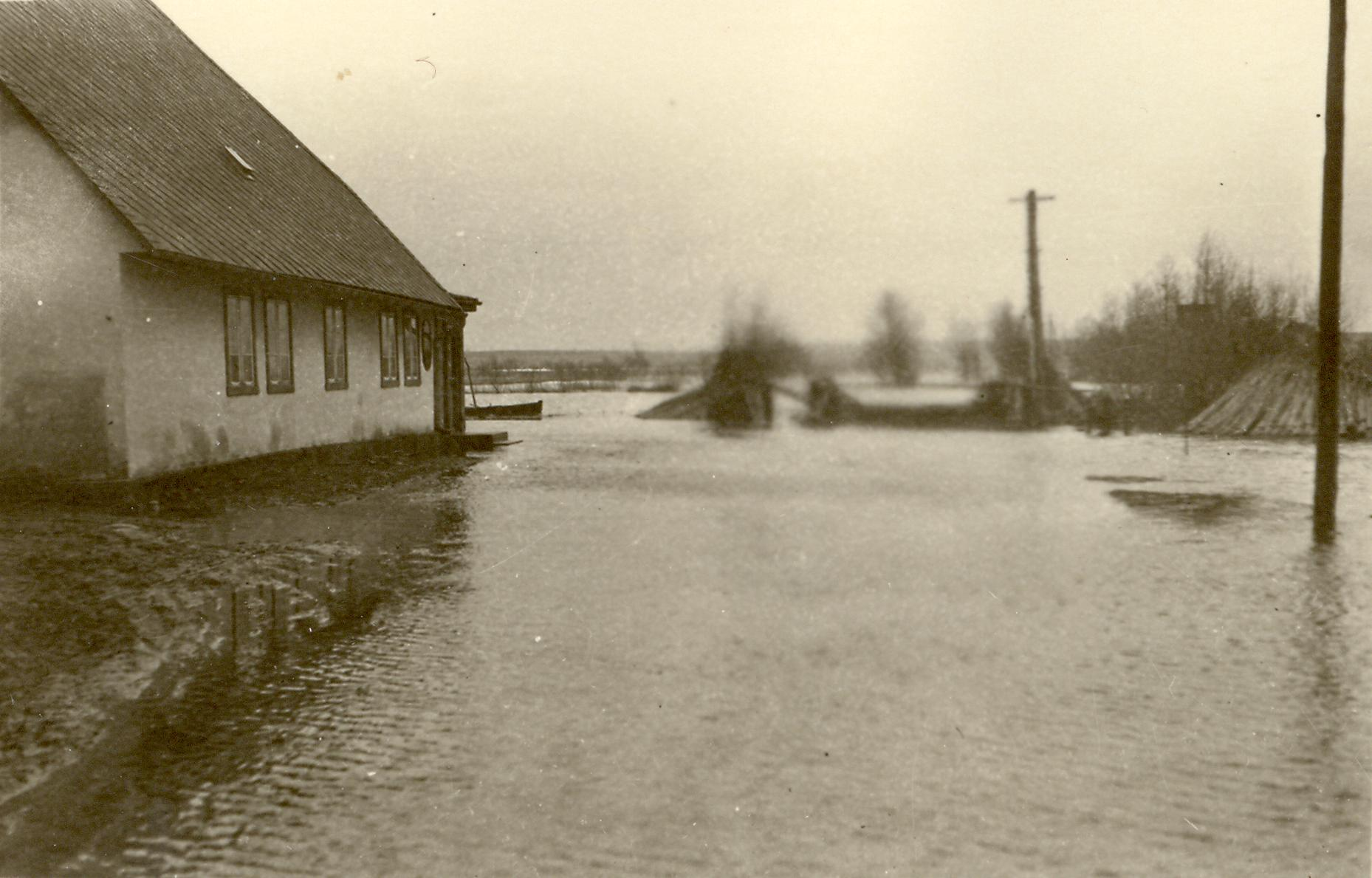
Überschwemmung der Peene an der Gützkower Fähre 1920
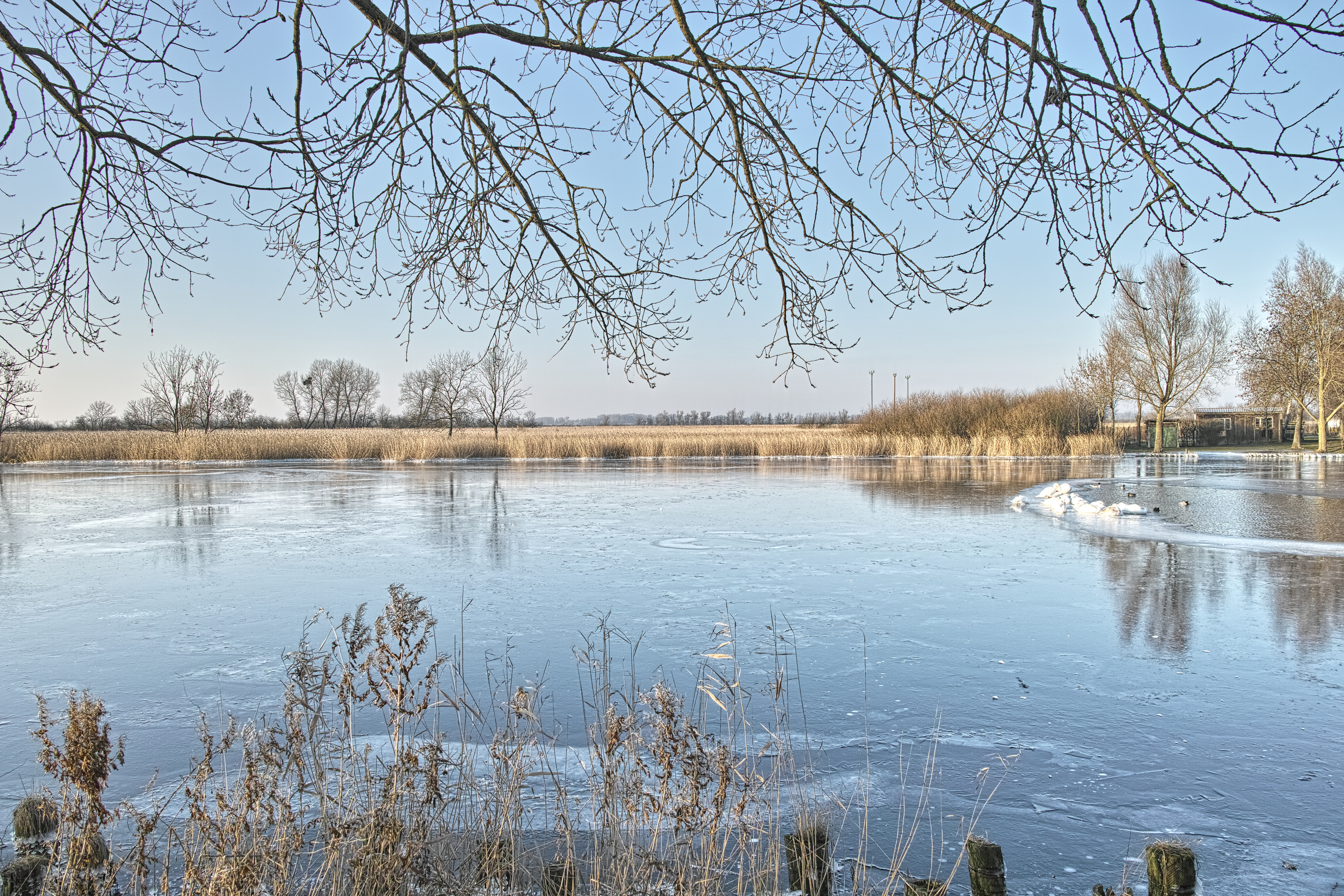
Vereiste Peene in Anklam
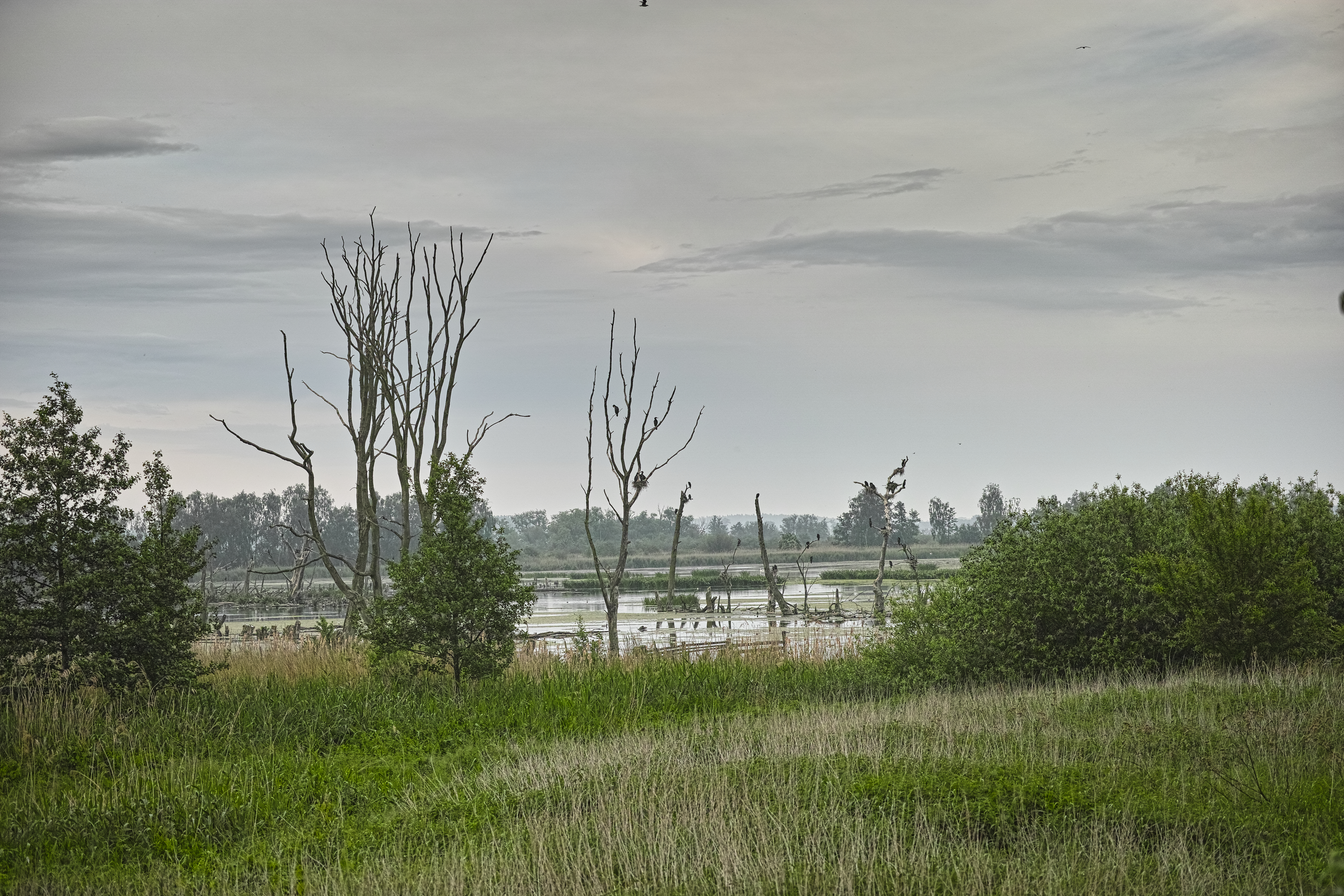
Peenemoor zwischen Stegenbach und Anklam
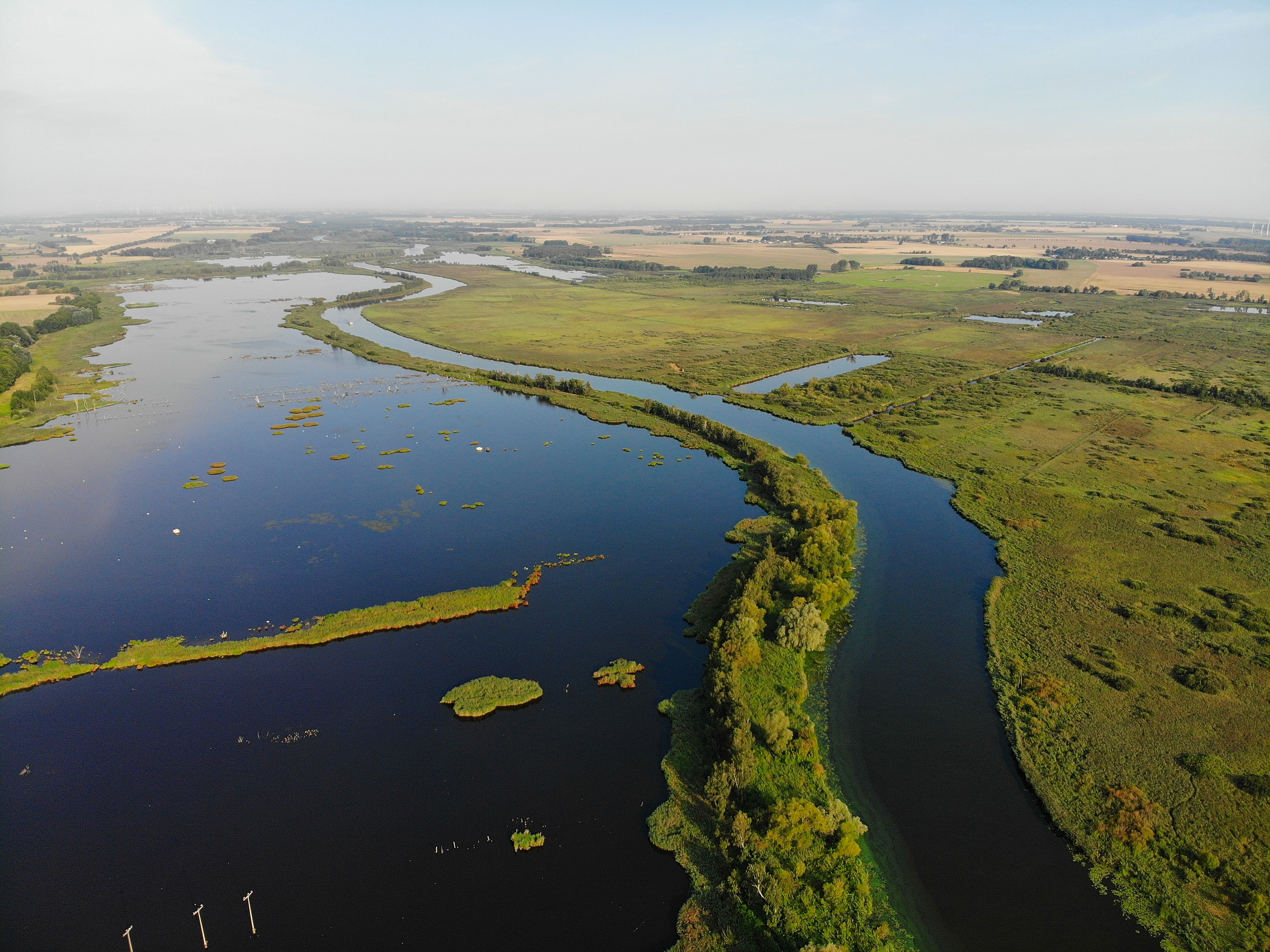
Peene bei Anklam. Links das größte Torfstichgebiet an der Peene mit 1,2 km².

## Wasserspiegel und Gewässersohlen

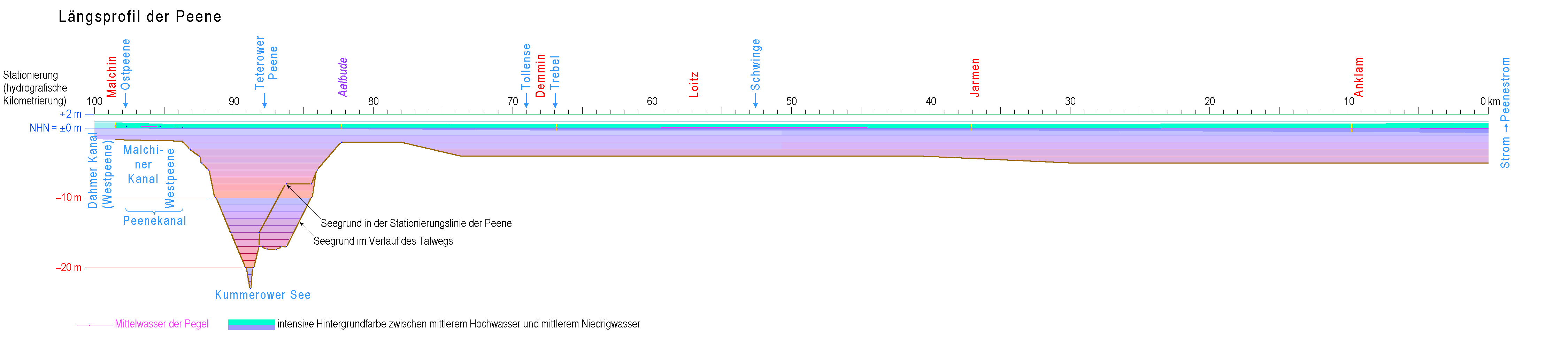
Längsprofil der Peene vom Zusammenfluss von West- und Ostpeene bis zur Mündung in den Peenestrom

Der Wasserspiegel des Kummerower Sees liegt durchschnittlich nur 0,15 m über dem der Ostsee (Mittelwasser am Ausfluss des Kummerower Sees in Aalbude 0,16 m ü. HN, im Peenestrom −0,02 m ü. HN). Die Wassertiefe beträgt am Abfluss des Kummerower Sees 2 m (Fahrwasser), in Demmin 4 m und in Anklam 5 m. Damit liegt die Gewässersohle von der Mündung bis in den Kummerower See durchgängig unter dem Meeresspiegel.
Übersicht der Pegel
(Messreihen: Anklam 1961–2014, übrige 2005–2014)
| Gewässer                                   | ab dem Peenestrom | Ort, Pegel                         | Mittelwasser über NHN | Wassertiefe | Gewässersohle über/unter NHN | mittlerer Abfluss | Einzugsgebiet des Pegels (des Flusses)         |
| ------------------------------------------ | ----------------- | ---------------------------------- | --------------------- | ----------- | ---------------------------- | ----------------- | ---------------------------------------------- |
| Peenestrom                                 |                   | Wolgast                            | –0,02 m               |             |                              |                   |                                                |
| Strom/Kleines Haff                         |                   | Karnin (Usedom)                    | –0,02 m               |             |                              |                   |                                                |
| Peene unterhalb des Kummerower Sees        | 9,8 km            | Anklam, Straßenbrücke              | −0,01 m               | 5,0 m       | ca. –5 m                     | 21,7 m³/s         |                                                |
| Peene unterhalb des Kummerower Sees        | 36,1 km           | Jarmen                             | 0,04 m                | 5,0 m       | ca. –5 m                     | –                 |                                                |
| Peene unterhalb des Kummerower Sees        | 66,3 km           | Demmin, Meyenkrebsbrücke           | 0,13 m                | 4,0 m       | ca. –4 m                     | 18,8 m³/s (*)     | 4121 km²                                       |
| Peene unterhalb des Kummerower Sees        | 83,2 km           | Aalbude (150 m vom Kummerower See) | 0,16 m                | 1,5 m       | −1,3 m                       | –                 |                                                |
| Dahmer Kanal (Westpeene obh. der Ostpeene) | 98,5 km           | Malchin (Hafen beim Bahnhof)       | 0,33 m                | 1,5 m       | –1,2 m                       | –                 | 265,5 km²                                      |
| Malchiner See                              | 114,… km          | Dahmen                             | 0,37 m                | 0,5–10 m    | −0,2 bis −10 m               | –                 | 265,5 km²                                      |
| Ostpeene                                   | 104,7 km          | Gielow Süd                         | 12,0 m                | 1 m         | +11 m                        | 1,67 m³/s         | 361,5 km²                                      |
| Teterower Peene                            | 92 km             | Neukalen                           | 0,36 m                | 2,0 m       | −1,6 m                       | 1,42 m³/s         | 324,4 km²                                      |
| Trebel                                     | 78,0 km           | Volksdorf                          | 0,15 m                | 2,0 m       | ca. −2 m                     | –                 |                                                |
| Trebel                                     | 89,7 km           | Bassendorf                         | 0,20 m                | 1,0 m       | −0,8 m                       | –                 |                                                |
| Trebel                                     | 102,7 km          | Tribsees Süd                       | 0,32 m                | 1,0 m       | −0,7 m                       | –                 |                                                |
| Trebel                                     | 122,3 km          | Kirch Baggendorf                   | 1,0 m                 | 0,7 m       | +0,3 m                       | 1,11 m³/s         | 182 km² (956 km²)                              |
| Tollense                                   | 96,5 km           | Klempenow, straßenbrücke           | 2,05 m                | < 1,8 m     | > +0,2 m                     | 6,14 m³/s         | 1.409 km² (1.829 km², ohne Augraben 1.639 km²) |
| Augraben                                   | 89,3 km           | Gehmkow                            | 33,15 m               | < 1 m       | > +32 m                      | 0,586 m³/s        | 133,3 km² (199 km²)                            |

(*) Bei Ostseehochwasser Wasserstrom an der Meyenkrebsbrücke flussaufwärts nicht selten um (-) 10 m³/s, selten mehr als (-) 25 m³/s.

## Strömungsumkehr
Normalerweise fließt durch die drei Meeresarme zwischen Stettiner Haff (Oderhaff) und der offenen Ostsee, also Strom/Peenestrom, Swine (pl. Swina) und Dievenow (pl. Dziwna), mehr Wasser aus dem Haff in die Ostsee als umgekehrt. Der mit Abstand größte Teil des Oderwassers erreicht das offene Meer durch die Swine. Bei einem Sturmhochwasser mit Windrichtungen aus Nordost können aber auch erhebliche Mengen Meerwasser ins Haff und den Peenestrom gedrückt werden.
Aufgrund des fehlenden Gefälles ist der Wasserstand des Kummerower und des Malchiner Sees von dem der Ostsee samt dem Stettiner Haff abhängig. Mehrmals im Jahr kommt es bei Ostseehochwasser zur Strömungsumkehr, die oft den halben Betrag des mittleren Abflusses überschreitet. Die Beträge der Flüsse, rückwärts wie vorwärts, reichen in Demmin oft bis in die Größenordnung des mittleren Abflusses. In Anklam liegen sie oft deutlich darüber. Erklärt wird der Unterschied mit den offenen Zugängen der meisten Torfstiche (d. h. der durch Torfstich entstandenen Wasserflächen) entlang der unteren Peene. Sie können ein erhebliches Pendelvolumen aufnehmen. Die größte Aufnahmefläche für Pendelvolumen ist freilich der Kummerower See.
Außer vom Wasserstand in der offenen Ostsee und im Stettiner Haff ist das Gefälle des Wasserspiegels der Peene von der abzuführenden Wassermenge abhängig, ein allgemeines Phänomen bei Flüssen mit sehr geringem Gefälle. Nach langer Trockenheit kann der Höhenunterschied zwischen Malchiner See und Peenestrom weniger als einen Dezimeter betragen. Der bisher (1961 bis heute) niedrigste gemessene Wasserstand am Pegel Dahmen lag mit –1 cm unter NHN. Wegen der Windkesselfunktion des Kummerower Sees verhindert niederschlagsbedingtes Hochwasser der Zuflüsse aus dem Binnenland Strömungsumkehrungen der unteren und mittleren Peene aber nicht.

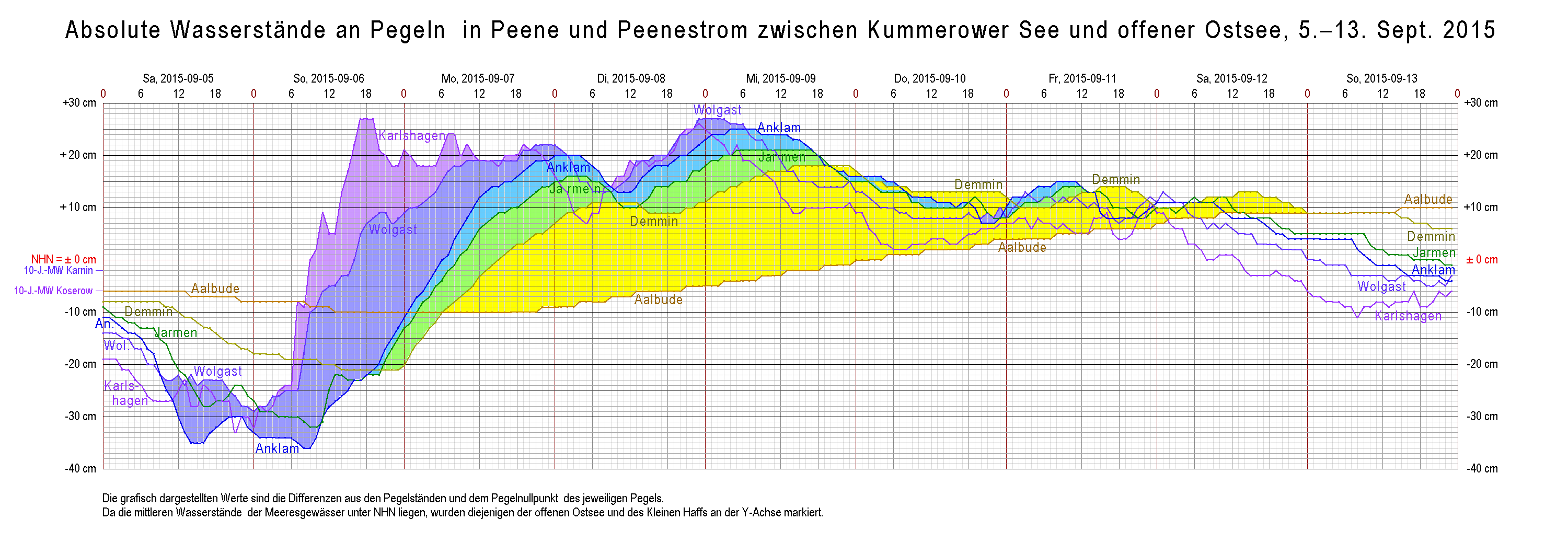
Farbig unterlegte Flächen: Zustände von Gewässerabschnitten, in denen der Wasserstand am meerferneren Pegel niedriger war als am meernaheren. Pegel: an der Peene Aalbude am Ausfluss des Kummerower Sees 83,1 km, Demmin am Beginn der unteren Peene 66,3 km, Jarmen 36,1 km, Anklam 9,7 km vor der Mündung; am Peenestrom Wolgast 31,6 km, Karlshagen 38 km seewärts der Mündung der Peene.

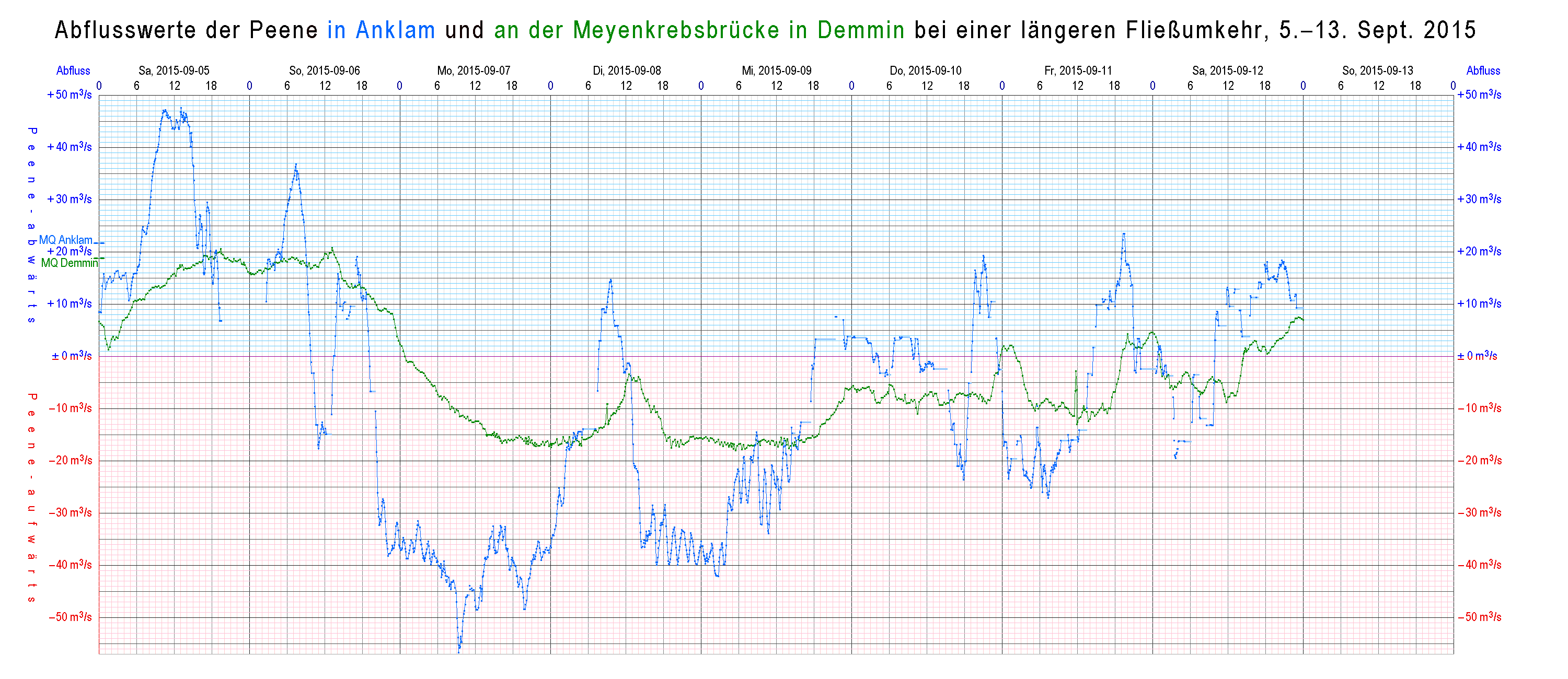
Negative Werte (Bereich mit roten Gitterlinien) stehen für landeinwärts (Peene-„aufwärts“) gerichtete Wasserbewegung.
Der Pegel Meyenkrebsbrücke liegt am Beginn der unteren Peene knapp flussabwärts aller Einmündungen des Demminer Gewässersterns.

## Schifffahrt

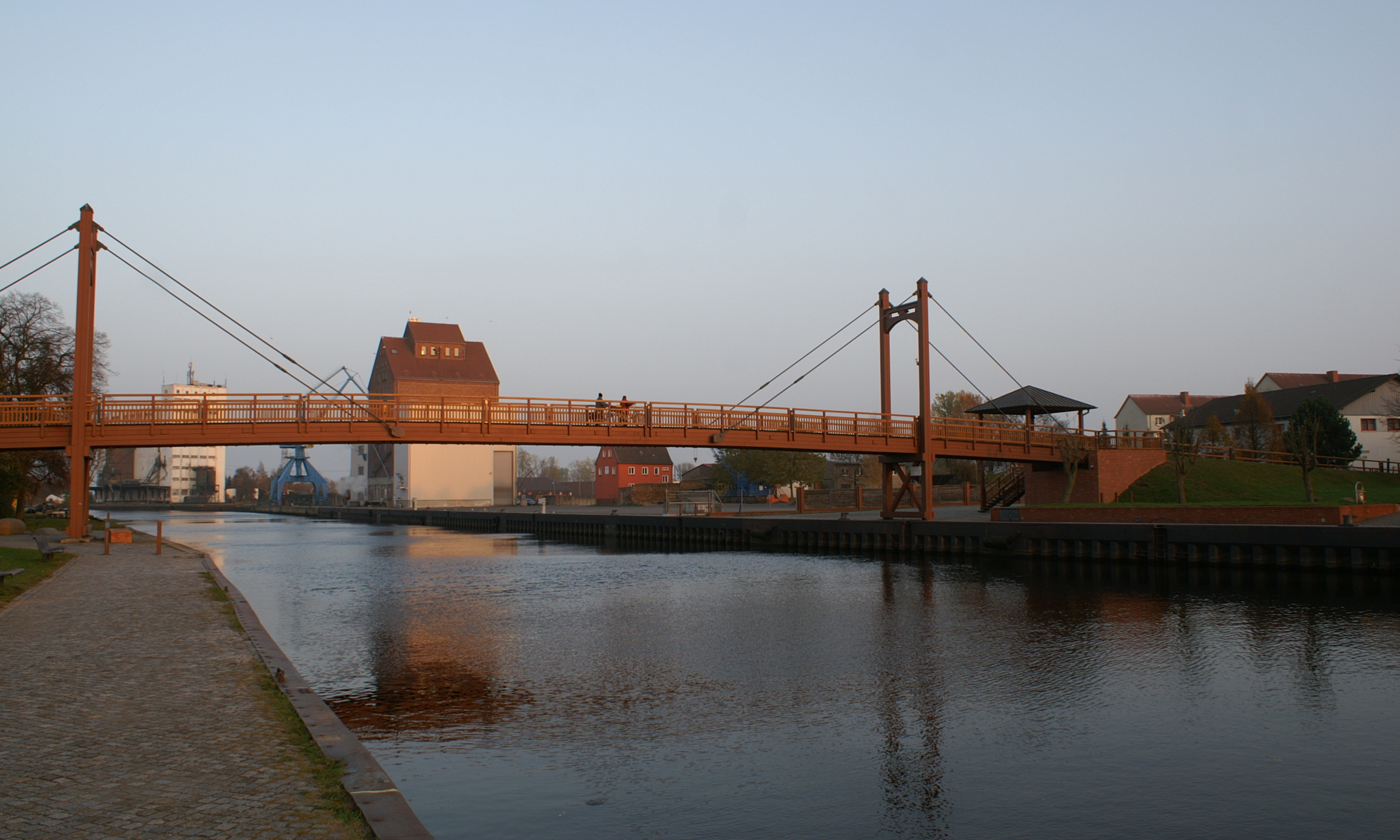
Hafen in Anklam

Die Peene (Pe) ist von km 2,50 (Einmündung des Malchiner Peenekanals in die Westpeene) bis zur Mündung durch den Richtgraben in den Peenestrom (km 98,16) als Bundeswasserstraße mit der Binnenwasserstraßenklassifikation IV ausgewiesen. Seit 2010 ist sie neu kilometriert. Zur Bundeswasserstraße gehört auch die Mündungsstrecke neben dem Richtgraben. Zuständig ist das Wasserstraßen- und Schifffahrtsamt Ostsee. Oberhalb Demmins, bis Malchin, ist die Peene Binnenwasserstraße der Klasse III. Die Fahrrinnentiefe beträgt von der Mündung bis zum Nordostende des Kummerower Sees 2,5 m, von der Mündung in den See bis km 2,50 sind es zwei Meter. Im Zuge einer Reform der Wasserstraßen- und Schifffahrtsverwaltung in den 2010er Jahren durch das Bundesministerium für Verkehr, Bau und Stadtentwicklung und der damit verbundenen Neukategorisierung der Bundeswasserstraßen war geplant, die Peene zu einer „sonstigen Wasserstraße“ zurückzustufen.
Die Peene war schon von alters her wegen ihrer relativ großen Querschnittsverhältnisse, des sehr geringen Gefälles und der damit kaum wahrnehmbaren Fließgeschwindigkeit eine viel genutzte Wasserstraße. Außer einigen Durchstichen und Baggerungen gab es keine wasserbaulichen Veränderungen. Eine Beeinträchtigung für die Schifffahrt gibt es nur durch drei Brückendurchfahrten (bewegliche Brücken in Anklam, Demmin und Loitz). Für höhere Wasserfahrzeuge stellen heutzutage die Brücken in Demmin ein unüberwindliches Hindernis dar; hatte man hier vor dem Zweiten Weltkrieg Klapp- und Drehbrücken gebaut, so sind die heutigen starr.

## Geschichtliche Bedeutung
Zwischen dem Frieden von Stockholm 1720 und dem Wiener Kongress 1815 bildete die Peene die Grenze zwischen dem preußisch gewordenen Altvorpommern und dem bei Schweden verbliebenen Rest von Schwedisch-Pommern, später Neuvorpommern genannt, sowie noch bis 1932 die Grenze des preußischen Regierungsbezirks Stralsund.

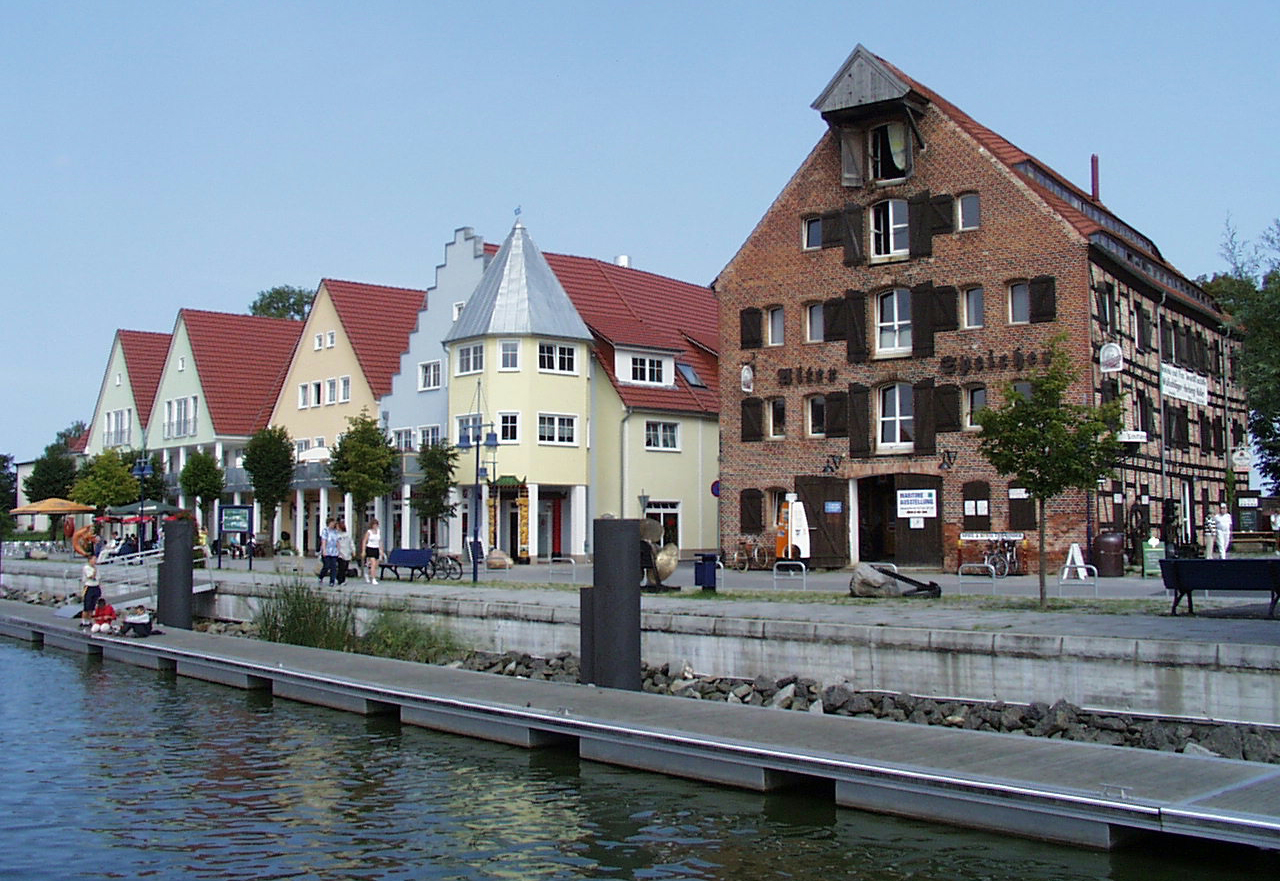
Peenestrom: Wolgast, Alter Hafen, Speicherhäuser auf der Schlossinsel

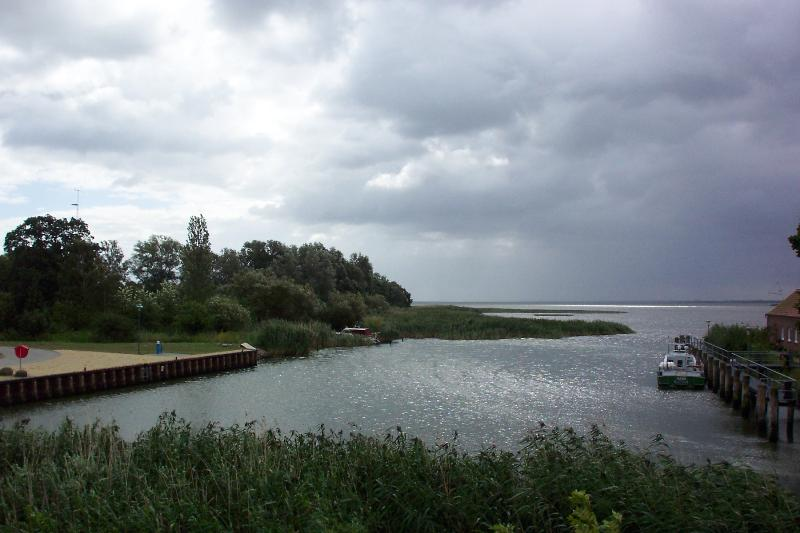
Strom: Hafen von Karnin (Usedom), Blick zum Stettiner Haff

## Strom und Peenestrom
Der Strom und der Peenestrom bilden zusammen den westlichsten Mündungsarm der Oder und trennen die Insel Usedom vom vorpommerschen Festland. Der Strom verbindet das Stettiner Haff, auch Oderhaff genannt, in westlicher Richtung durch das Kleine Haff mit dem sechs Kilometer entfernten kleinen Delta der Peene. Von dieser Vereinigung aus fließt der Peenestrom in nördlicher Richtung und öffnet sich dabei nach Osten zu einer großen Bucht, dem Achterwasser. Dann verengt er sich wieder und passiert zwischen Hügeln die Stadt Wolgast. Etwa 15 Kilometer nördlich von Wolgast (zwischen Peenemünde und Kröslin) erreicht der Peenestrom die Spandowerhagener Wiek, eine Bucht im Greifswalder Bodden, und damit die Ostsee.
Von der Mündung der Peene nordwärts bis zum Ausgang in die Spandowerhagener Wiek sind es 52,5 Gewässerkilometer, von der Mündung der Peene südostwärts 4 Gewässerkilometer bis zum Übergang des Stroms in das Stettiner Haff (Kleines Haff). Diese eingeschlossen, beträgt die Entfernung von der Peenemündung durch die Taille zwischen Kleinem und Großem Haff bis zur Insel Chełminek (deutsch Leitholm) am Ausgang des Mündungstrichters der Oder ebenfalls 52,5 km.
Strom und Peenestrom sind Seewasserstraßen des Bundes, auf denen die Seeschifffahrtsstraßen-Ordnung gilt; zuständig ist, wie für die Peene, das Wasserstraßen- und Schifffahrtsamt Stralsund.